# Wojkowice

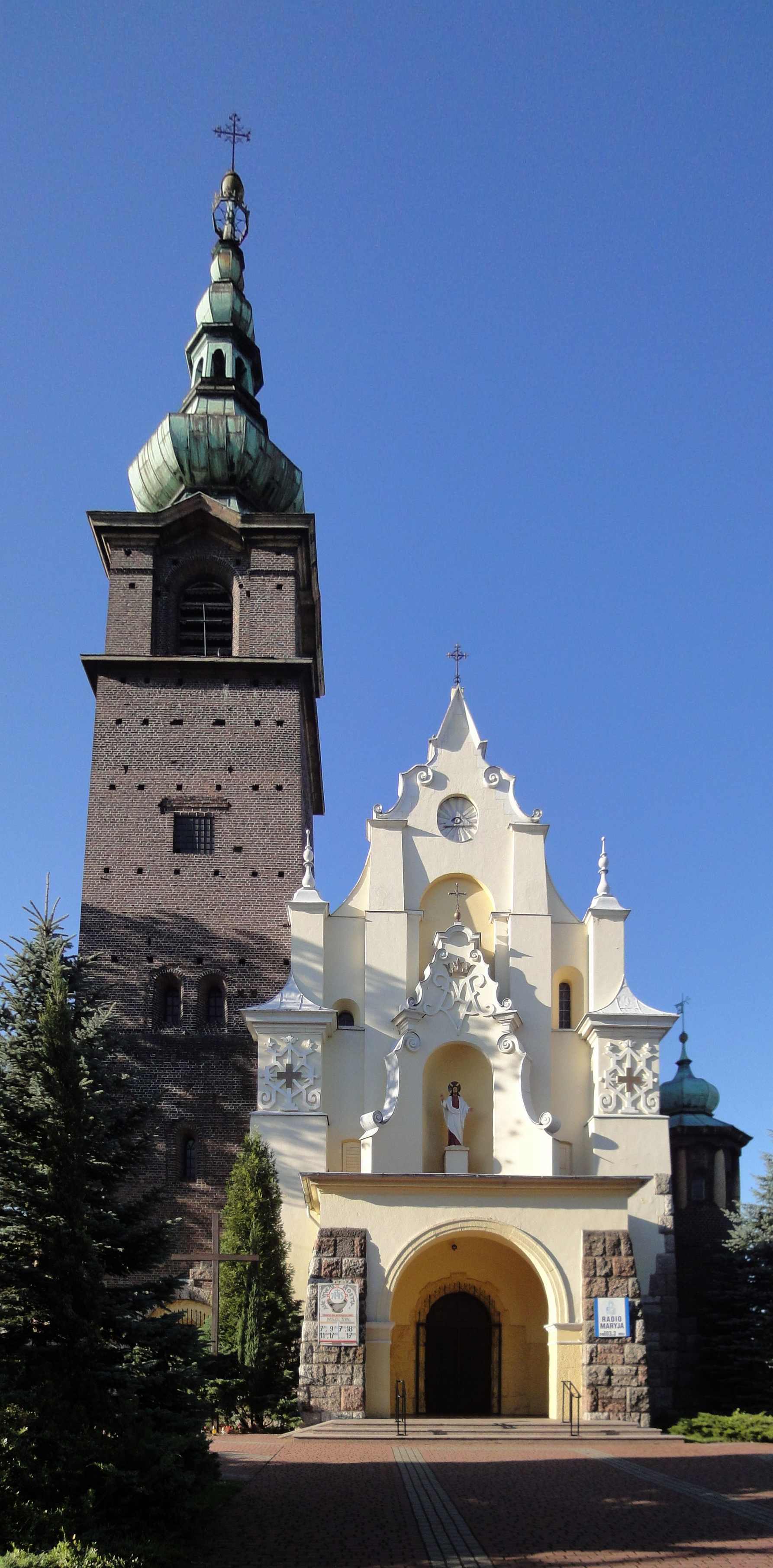
Kościół św. Antoniego w Wojkowicach (2012)

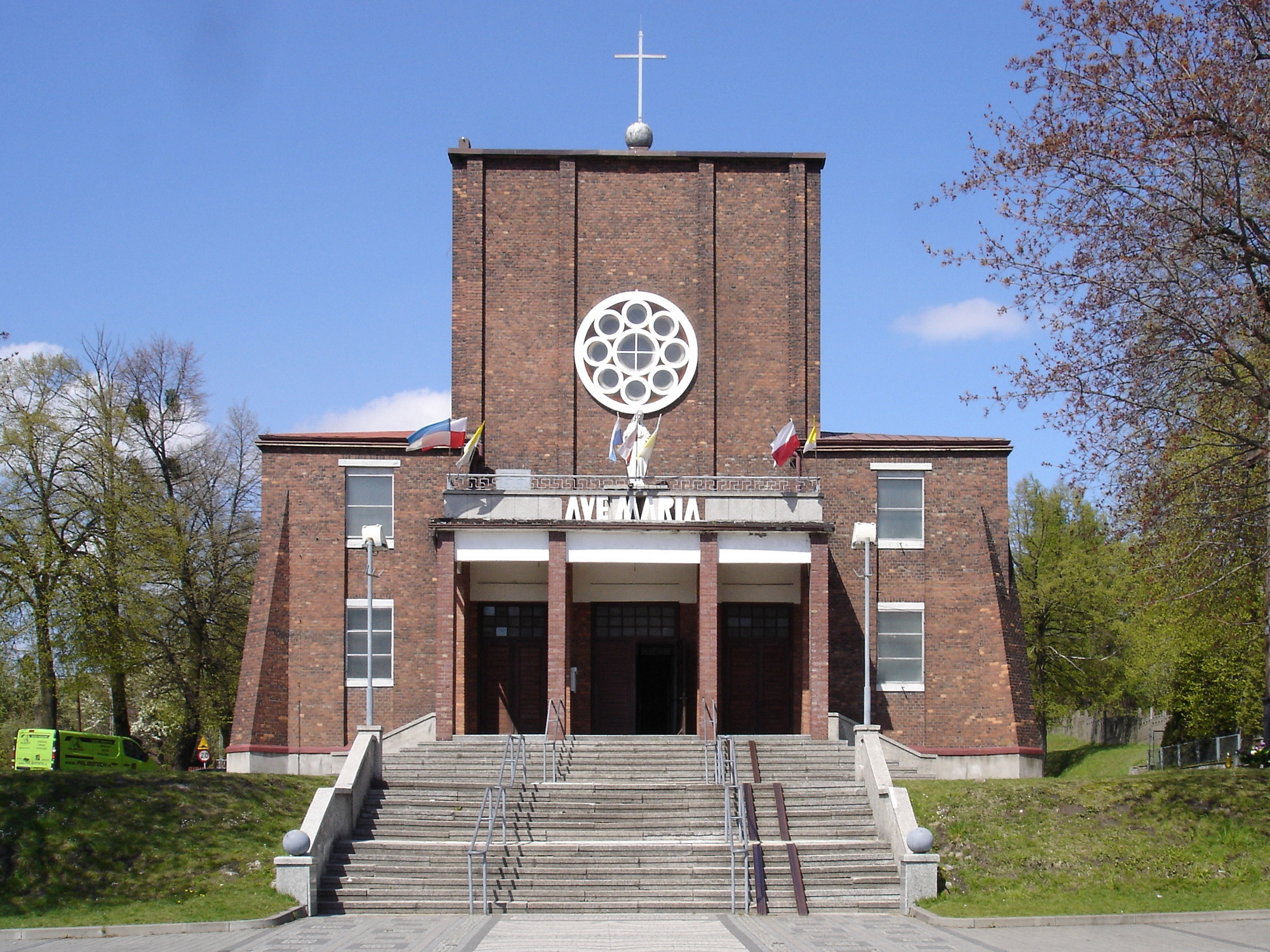
Kościół Wniebowzięcia Najświętszej Maryi Panny w Żychcicach (2017)

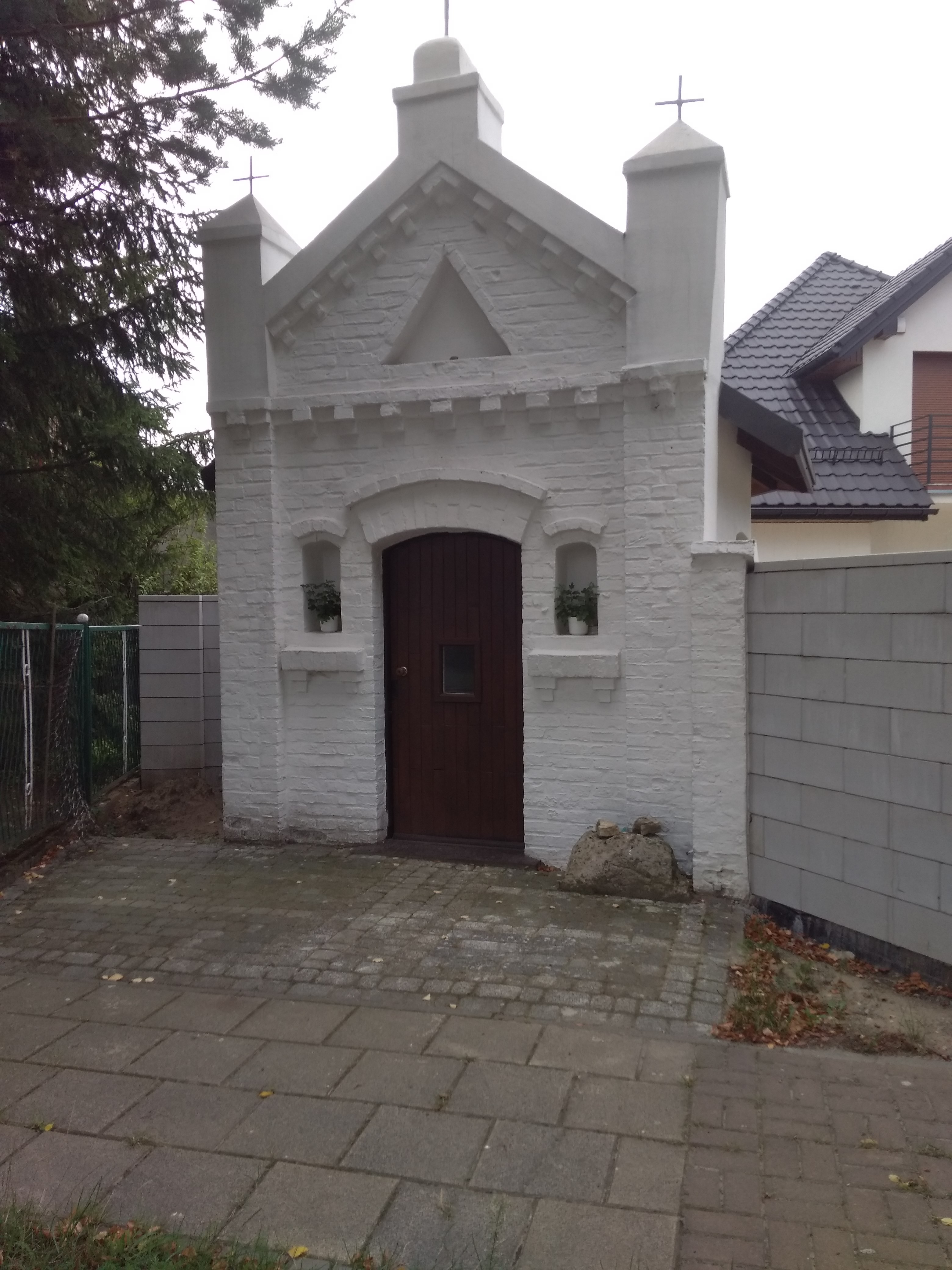
Kapliczka przy ulicy Głowackiego z 1900 roku

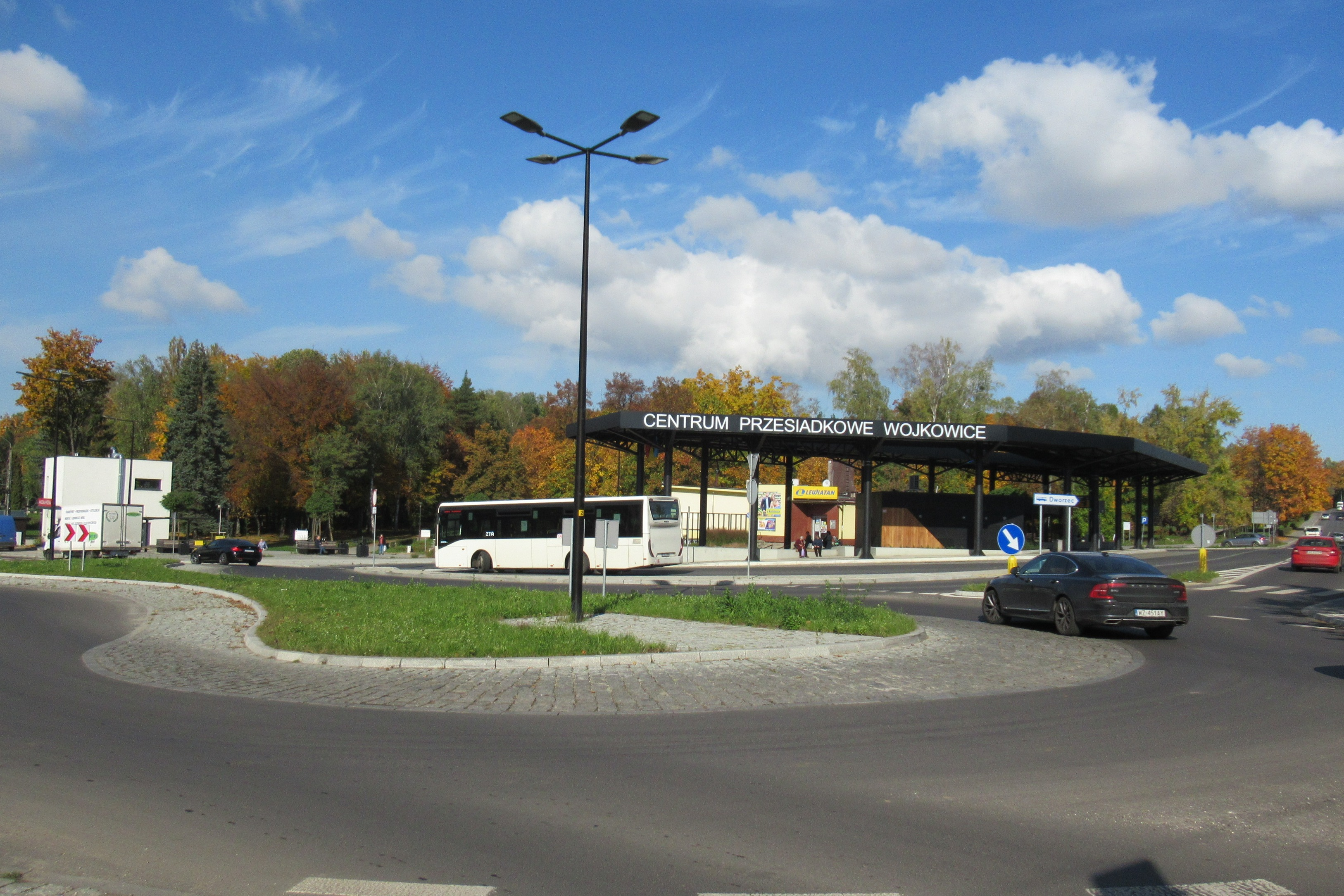
Centrum przesiadkowe (2022)

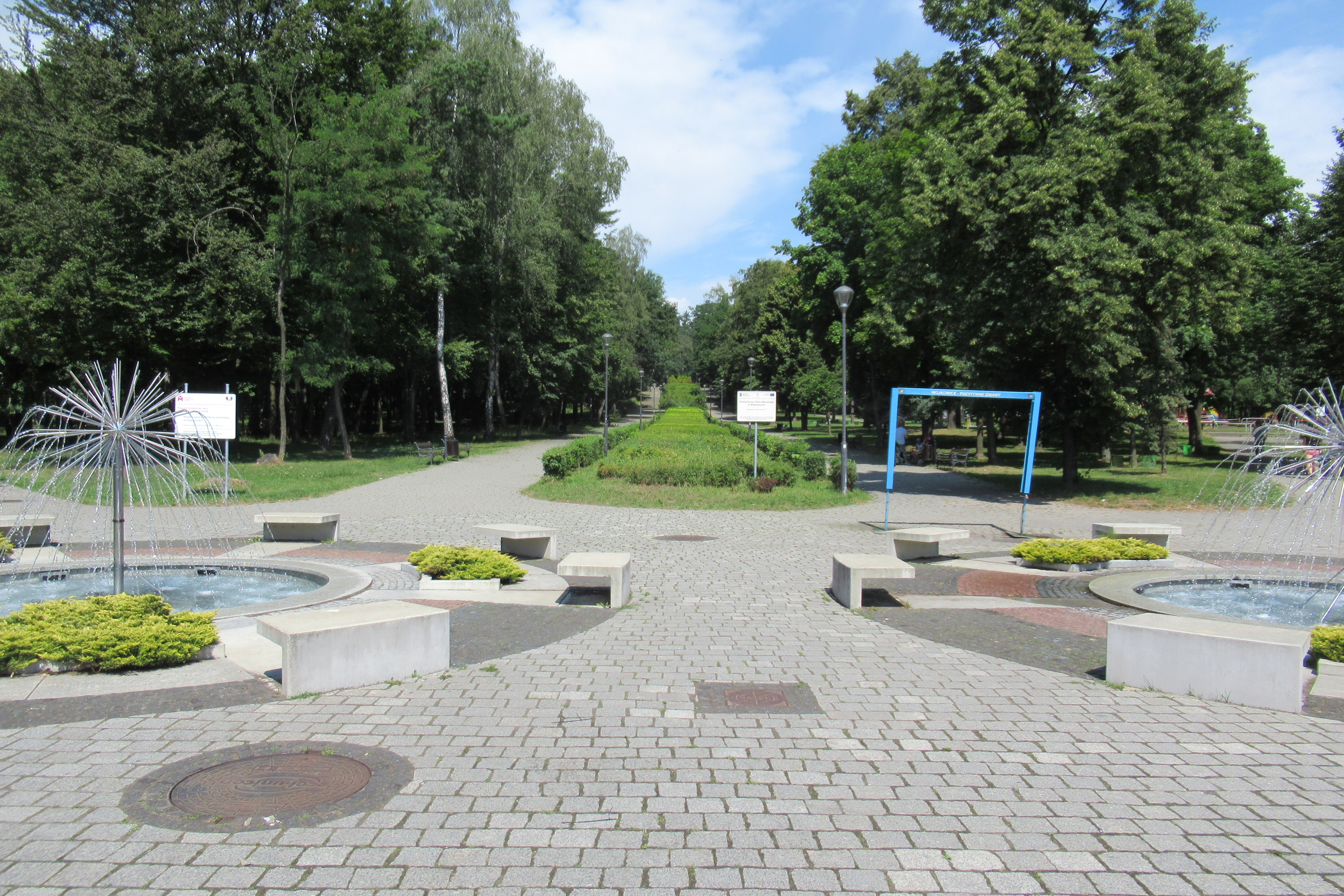
Główne wejście do parku miejskiego (2022)

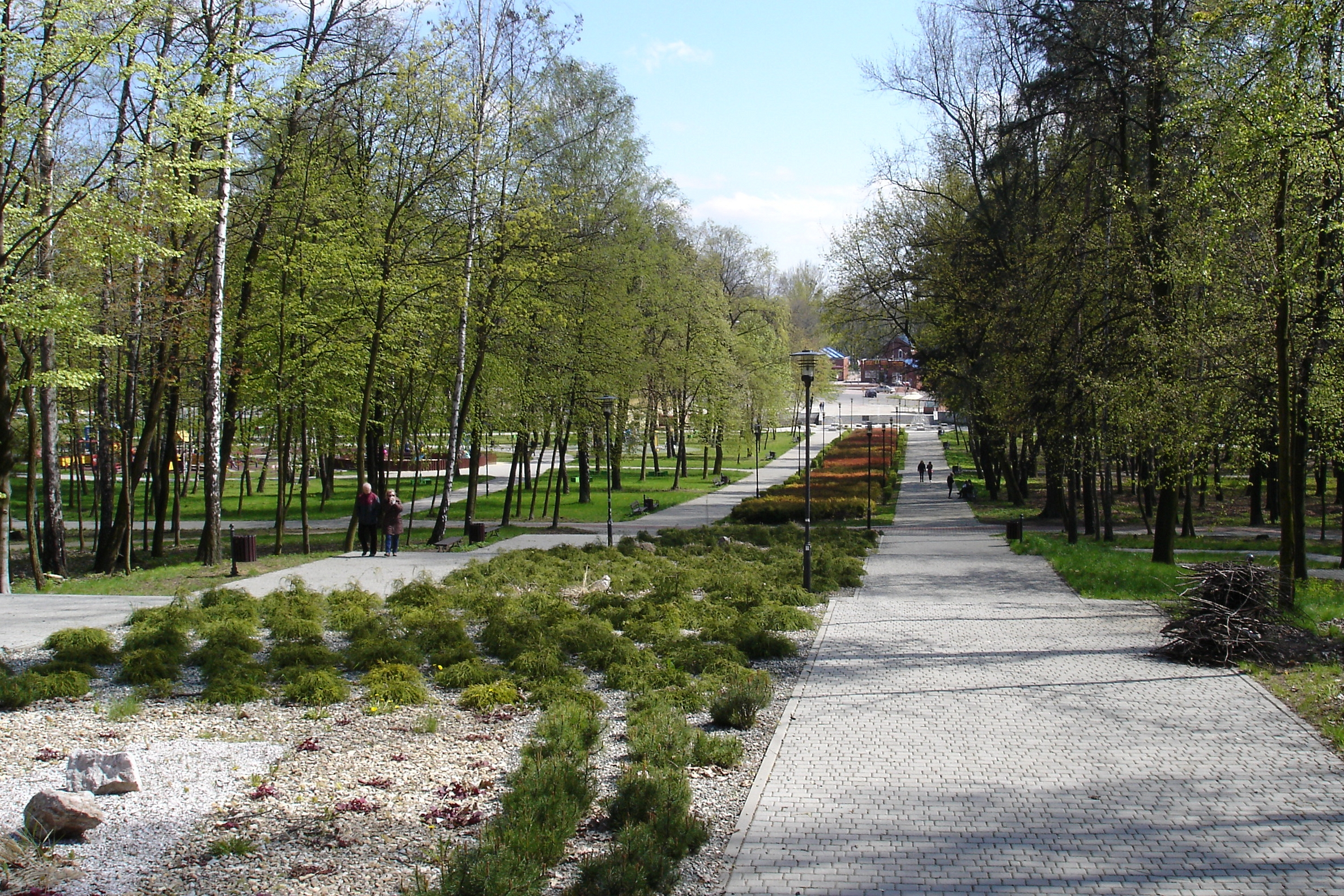
Aleja w wojkowickim parku (2017)

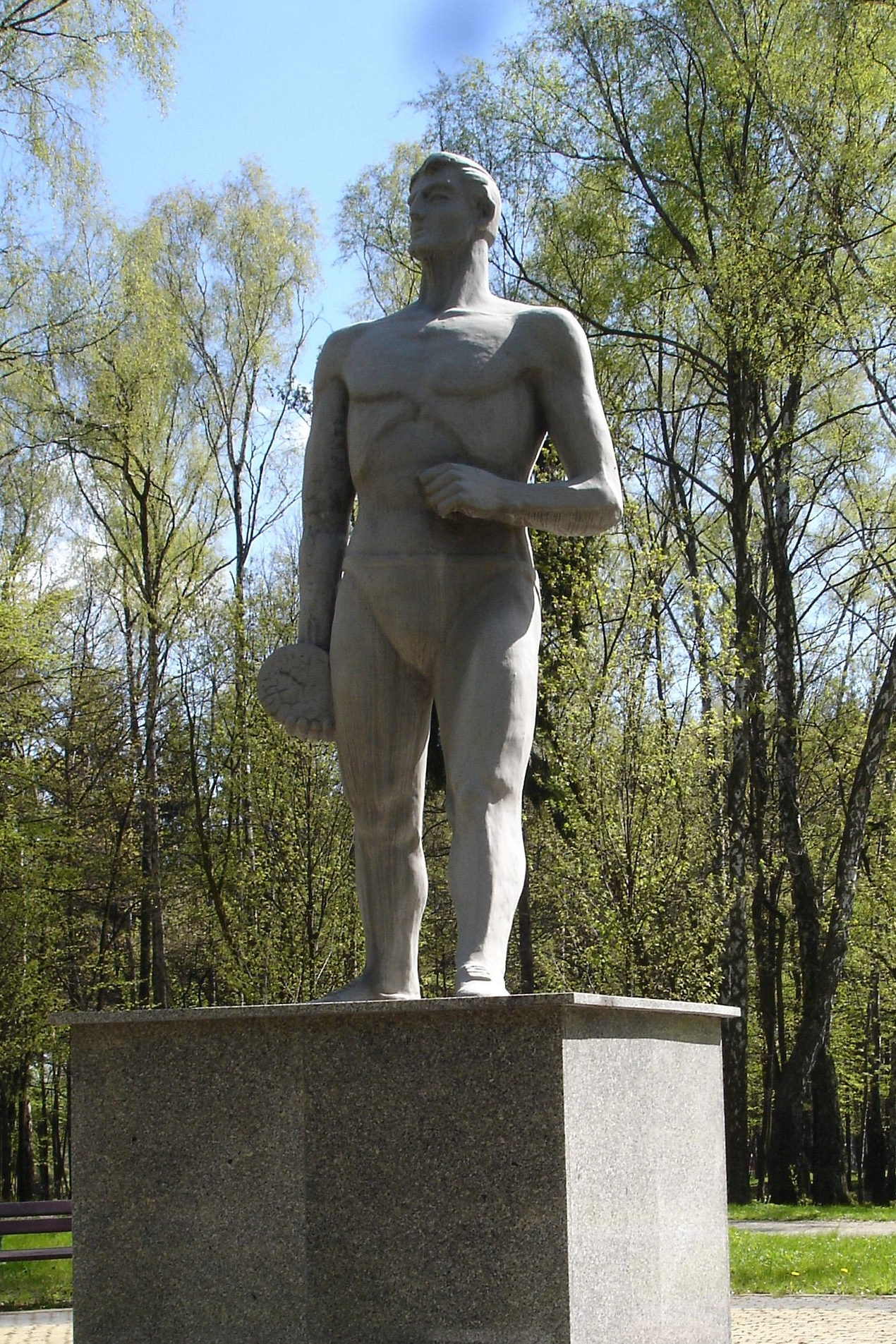
Statua Dyskobol w wojkowickim parku (2017)

Wojkowice – miasto w południowej Polsce, w województwie śląskim, w powiecie będzińskim.

## Położenie
Wojkowice położone są nad rzeką Brynicą, w Zagłębiu Dąbrowskim, będącym historyczną częścią zachodniej Małopolski.
Wojkowice sąsiadują: od północy i zachodu z gminą Bobrowniki (sołectwa: Rogoźnik, Bobrowniki), od wschodu z miastem Będzin (dzielnica Grodziec), od południa z miastem Siemianowice Śląskie (dzielnica Przełajka) oraz z miastem Piekary Śląskie (dzielnice: Dąbrówka Wielka i Brzozowice-Kamień).
W latach 1975-1976 i 1992-1998 miasto administracyjnie należało do województwa katowickiego.

## Struktura powierzchni
Według danych z 2002 Wojkowice zajmują obszar 12,77 km² (3,47% powierzchni powiatu), w tym:
- użytki rolne: 61%
  - pola, łąki i nieużytki: 687 ha
  - sady: 86 ha
- użytki leśne: 2%
  - lasy: 64 ha
- inne: 440 ha.

## Dzielnice
Obecna miejscowość Wojkowice powstała 31 grudnia 1961 r. z połączenia dwóch odrębnych miejscowości: z osiedla Wojkowice Komorne i gromady Żychcice, w skład której wchodziła również dzielnica Kamyce. Tymczasowo miejscowość zachowała status osiedla. Na mocy rozporządzenia Prezesa Rady Ministrów PRL z dnia 18 lipca 1962 r. Wojkowice otrzymały prawa miejskie.
Po czasach sprzed 1961 r. pozostały w Wojkowicach lokalne nazwy tak zwanych „kolonii” które trudno nazwać dzielnicami ze względu na bardzo mały obszar, które obejmowały, najczęściej ograniczający się do jednej lub kilku ulic. Tak w Wojkowicach Komornych wyróżniano następujące kolonie:
- Skrzynówek – od strony Strzyżowic, dzisiejsza ulica Długosza i Harcerska.
- Brzeziny – od strony cmentarza w Psarach, dzisiejsza ulica nosi tę samą nazwę.
- Łęg – od strony Grodźca, w dolinie potoku Wielonka. W tej dzielnicy znajdował się pierwszy kościół w Wojkowicach, pod wezwaniem św. Jana Nepomucena, rozebrany w latach 50 XX w. po wybudowaniu nowego kościoła, pod wezwaniem św. Antoniego z Padwy, usytuowanego bliżej centrum Wojkowic. Na granicach Łęgu znajdują się również dwa cmentarze: parafialny i komunalny, budynki Szkoły Podstawowej nr 1 oraz Ochotniczej Straży Pożarnej. Główną ulicą w ramach kolonii jest dzisiejsza ulica Paderewskiego prowadząca w stronę Czeladzi.
- II Kolonia – dzisiejsza ulica Głowackiego.
- I Kolonia – dzisiejsza ulica Sobieskiego na wysokości od Szkoły Podstawowej nr 1 do Parku Miejskiego. W obręb kolonii wchodziły: tzw. pola „Kowalówki” na których wybudowano kościół i plebanię Parafii św. Antoniego oraz tzw. „Giełda” – rejon skrzyżowania ulic Sobieskiego i Morcinka. Nazwa „Giełdy” wzięła się stąd, że w rejonie tym w dawnych Wojkowicach Komornych znajdowało się najwięcej sklepów. Obecnie znajduje się tu również budynek dawnego Przedsiębiorstwa Las, w którym obecnie znajdują się: Miejski Wydział Oświaty i Wychowania, Miejski Ośrodek Pomocy Społecznej oraz Centrum Młodzieżowe Tlen.
- Wydzierów oraz Kolonia Urzędnicza[3] – nazwą Wydzierów nazwali mieszkańcy Wojkowic dzisiejsze osiedle Morcinka (dawniej zwane również Aleją Staszica), które wybudowane zostało na ziemiach, za które kopalnia budująca osiedle nie zapłaciła ich pierwotnym właścicielom należytej zapłaty (stąd przekonanie o „wydarciu” ziemi). Na terenie osiedla znajdowały się niegdyś Przedszkole nr 2 i żłobek – obecnie budynek nie istnieje, a na jego miejscu powstał market, Zakładowy Dom Kultury Jowisz, dziś w prywatnych rękach, filia biblioteki miejskiej – dziś przeniesiona do budynku gimnazjum oraz komisariat policji, najpierw przeniesiony na ulicę Króla J. III Sobieskiego a obecnie do nowego budynku przy ulicy Proletariatu[4]. Kolonią Urzędniczą nazywa się zespół zabytkowych willi (ulice: Zacisze, Kopalniana, Granitowa oraz część Sucharskiego), w których w czasach przedwojennych mieszkała kadra urzędnicza kopalni. Pomiędzy blokami stoją również budynki dawnej stołówki kopalnianej oraz górniczego ośrodka zdrowia, dziś nieużytkowane. Po wschodniej stronie kolonii znajdują się zabudowania dawnej Kopalni Węgla Kamiennego Jowisz, po zachodniej, dawnej Cementowni Saturn. Na południe znajduje się osiedle majora Sucharskiego (dawne Świerczewskiego), wybudowane w latach 50 XX w. dla pracowników cementowni.
- Krzyżówka – kolonia w północnej części miasta, przy granicy z Rogoźnikiem. Główną część kolonii stanowi osiedle domów robotniczych wybudowanych pod koniec lat 50 XX w. Tutaj znajduje się siedziba Spółdzielni Produkcyjnej Przyjaźń oraz w latach 90 XX w. wybudowana została tzw. Sala Królestwa – miejsce spotkań Świadków Jehowy.

Przed 1962 r. poszczególne miejscowości miały swoje części centralne, w których skupiało się życie administracyjne, społeczne, religijne i gospodarcze wsi. Tereny znajdujące się przy granicy obydwu miejscowości pozostały raczej niezabudowane i to właśnie tu skoncentrowane zostały wszystkie inwestycje miejskie prowadzone po 1962 r. W skład centralnej części miasta wchodzą:
- zabudowania obecnego Zakładu Karnego Wojkowice, rozbudowanego w latach 2004−2005 o Areszt Śledczy. Budynki, w których znajduje się więzienie wybudowane zostały przez okupacyjne wojska niemieckie w latach 40 XX w., z przeznaczeniem na obóz jeniecki. Po wojnie swoją siedzibę miała tu również jednostka wojskowa Wojskowego Korpusu Górniczego.
- Osiedle Betony – nazwa pochodzi od budynków wybudowanych przed II wojną światową na potrzeby rozwijającego się przemysłu. W latach siedemdziesiątych stare „Betony” zostały zburzone a w tym samym miejscu wybudowano osiedle złożone z kilku bloków wybudowanych technologią wielkiej płyty oraz kilku mniejszych budynków, przeznaczonych pod zamieszkanie przez pracowników KWK Jowisz. Przy osiedlu znajduje się również przedszkole, noszące imię Przyjaciół Bajek.
- Park miejski oddany do użytku w 1962 r. wraz z kompleksem sportowym. Przy parku znajduje się także w budynku dawnego Pałacu Ślubów główny budynek Urzędu Miasta Wojkowice. Dawniej częścią parku był użytkowany w czasie plenerowych imprez kulturalnych amfiteatr – obecnie wyburzony. W skład kompleksu sportowego, obecnie w znacznej części zdewastowanego wchodziły: boiska sportowe (użytkowane przez Miejski Klub Sportowy Górnik Wojkowice) oraz zespół basenów wraz z budynkiem hotelowym (nieużytkowane). W 2016 r. zespół basenów został wyburzony, a teren poddany rekultywacji.
- przy parku znajduje się nowoczesne centrum przesiadkowe z zapleczem socjalnym wybudowane w 2021 r.[5]. Przy skrzyżowaniu ulic Sobieskiego i Pułaskiego wybudowano pod koniec lat 90 XX w. centrum usługowe z budynkiem poczty. Mieszkańcy Wojkowic określają tę okolicę jako Koniec dlatego, że właśnie tutaj przechodziła dawna granica pomiędzy ich miejscowością a Żychcicami.
- na północ od placu znajduje się najnowsze i największe osiedle mieszkaniowe Wojkowic imienia Józefa Plaka, wybudowane pod koniec lat 80 XX w. na terenach przed wojną należących do kościoła katolickiego, stąd najstarsi mieszkańcy Wojkowic nazywają je „księżymi polami.” Zamieszkuje je około 1400 mieszkańców, głównie ludności napływowej z różnych części Polski. Pod koniec lat 90 XX w. pojawił się pomysł wybudowania na skraju osiedla trzeciego kościoła w Wojkowicach. Pomysł ten, pomimo prób wskrzeszenia go przez przedstawicieli kościoła jeszcze po 2000 r., nie został zrealizowany.

Na rok 2018 brak podziału administracyjnego Wojkowic na dzielnice, funkcjonują jedynie dawne obiegowe nazwy części miasta.

## Demografia

### Liczba ludności i jej struktura według płci
Według danych z 31 grudnia 2014 miasto miało 8992 mieszkańców.
Dane z 31 grudnia 2012:
| Opis                              | Ogółem | Ogółem | Kobiety | Kobiety | Mężczyźni | Mężczyźni |
| --------------------------------- | ------ | ------ | ------- | ------- | --------- | --------- |
| jednostka                         | osób   | %      | osób    | %       | osób      | %         |
| populacja                         | 9172   | 100    | 4829    | 52,6    | 4343      | 47,4      |
| gęstość zaludnienia (mieszk./km²) | 718,3  | 718,3  | 378,2   | 378,2   | 340,1     | 340,1     |

### Struktura wiekowa
Struktura wiekowa mieszkańców według danych z 31 grudnia 2012:
- 0−14 lat: 12%
- 15−29 lat: 18,6%
- 30−44 lat: 20,9%
- 45−59 lat: 24,6%
- 60-69 lat: 11,4%
- 70 i więcej lat: 12,5%

Przyrost naturalny w 2012 r. wyniósł –0,6%.
Piramida wieku mieszkańców Wojkowic w 2014 r.:

## Nazwa

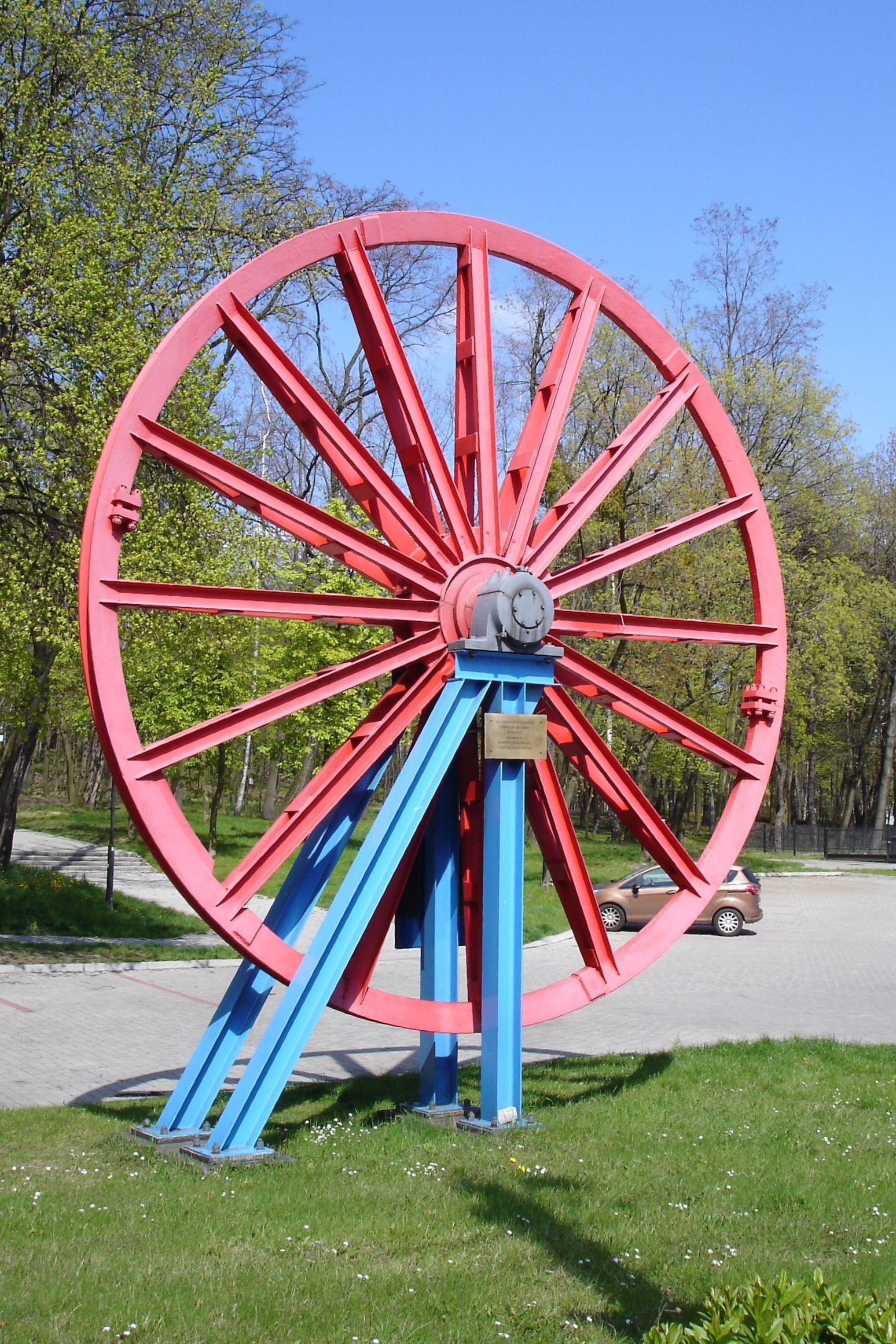
Pomnik „W hołdzie represjonowanym politycznie żołnierzom-górnikom, którzy przymusowo pracowali i ginęli w Kopalni Węgla Kamiennego Wojkowice w latach 1949–1959” obok budynku Urzędu Miasta w Wojkowicach, koło linowe pochodzi z kopalni Andaluzja (2017)

Nazwa miejscowości notowana była w formach Woykowicze Komornie (1397), Woykowycze Komorne oraz Woykowycze (1470-80), Woykowice Komorne (1787). Jest to nazwa patronimiczna od nazwy osobowej Wojek, która jest skróceniem od imion złożonych typu Wojciech, Wojsław.

## Historia
Wojkowice wzmiankowane były w 1271 r., a Żychcice już w 1254 r. W 1918 r. Wojkowice Komorne jako wioska aż do końca 1954 r. należały do gminy Bobrowniki. W 1926 r. podjęto próbę usamodzielnienia się administracyjnego (wieś liczyła 4 tys. mieszkańców), jednak petycja mieszkańców wniesiona do Wydziału Powiatowego Sejmiku Będzińskiego została odrzucona. 1 stycznia 1955 r. Wojkowice Komorne otrzymały status osiedla (wybory do Osiedlowej Rady Narodowej odbyły się 5 grudnia 1954 r.). 31 grudnia 1961 r. do Wojkowic przyłączono gromadę Żychcice o powierzchni 5,2 km² (Żychcice i Kamyce). Na mocy rozporządzenia Prezesa Rady Ministrów z 18 lipca 1962 r. osiedle otrzymało prawa miejskie pod nazwą Wojkowice. W lutym 1977 r. Wojkowice arbitralnie włączono do miasta Będzin. Jednak już 15 czerwca 1990 r. Osiedlowy Komitet Obywatelski w Wojkowicach przy Komitecie Obywatelskim Ziemi Będzińskiej w Będzinie, wystąpił do ówczesnego Prezesa Rady Ministrów z wnioskiem o utworzenie samodzielnej gminy miejskiej. 24 września 1990 r. Sejmik Samorządowy Województwa Katowickiego podejmuje uchwałę przywrócenia samodzielności gminie miejskiej Wojkowice. Po wielu zabiegach i interwencjach Wojkowice ponownie zostały samodzielnym miastem 1 stycznia 1992 r.

## Poczet burmistrzów miasta Wojkowice[11]
- Ryszard Słania (1992–1998, 2 kadencje)
- Jerzy Podleżyński (1998–2002)
- Andrzej Cembrzyński (2002–2010, 2 kadencje)
- Witold  Kwiecień (2010–2013)
- Zofia Gajdzik (2013–2014)
- Tomasz Szczerba (od 2014, trzecia kadencja)

## Gospodarka
Ośrodek przemysłowy w Górnośląskim Okręgu Przemysłowym (GOP):
- Kopalnia Węgla Kamiennego Jowisz (zlikwidowana w 2006 r.)
- Cementownia „Saturn” (zlikwidowana w 2001 r.)
- Zakłady materiałów ogniotrwałych
- PROFIL – producent profili i rur stalowych
- WKG - Zakład Obróbki Kamienia

## Transport
W odległości około 5 km od centrum miasta przebiega droga Krajowa nr 94 Kraków – Wrocław (Międzynarodowa E40), a w odległości około 7,5 km przebiega droga Krajowa nr 86 znana jako trasa Warszawa – Katowice (Droga międzynarodowa E75).
Przez samo miasto przebiegała niegdyś linia kolejowa Tarnowskie Góry – Ząbkowice.
Od 1957 r. istniała linia tramwajowa z Będzina do Wojkowic (potem przedłużona do Żychcic), zlikwidowana 31 marca 2006 r.

## Sport
- Górnik Wojkowice, w latach 1968−1969 oraz 1973−1975 grał w II lidze piłki nożnej oraz jako MKS Milenium Wojkowice (w latach 2000-2015)[12] w:
  - 2002-2004 A Klasa Podokręgu Sosnowiec
  - 2004-2006 Liga Okręgowa
  - 2006-2008 IV Liga
  - 2008-2011 Liga Okręgowa
  - 2011-2017 A Klasa Podokręgu Sosnowiec
  - od 2017 Klasa Okręgowa Katowice IV

## Oświata

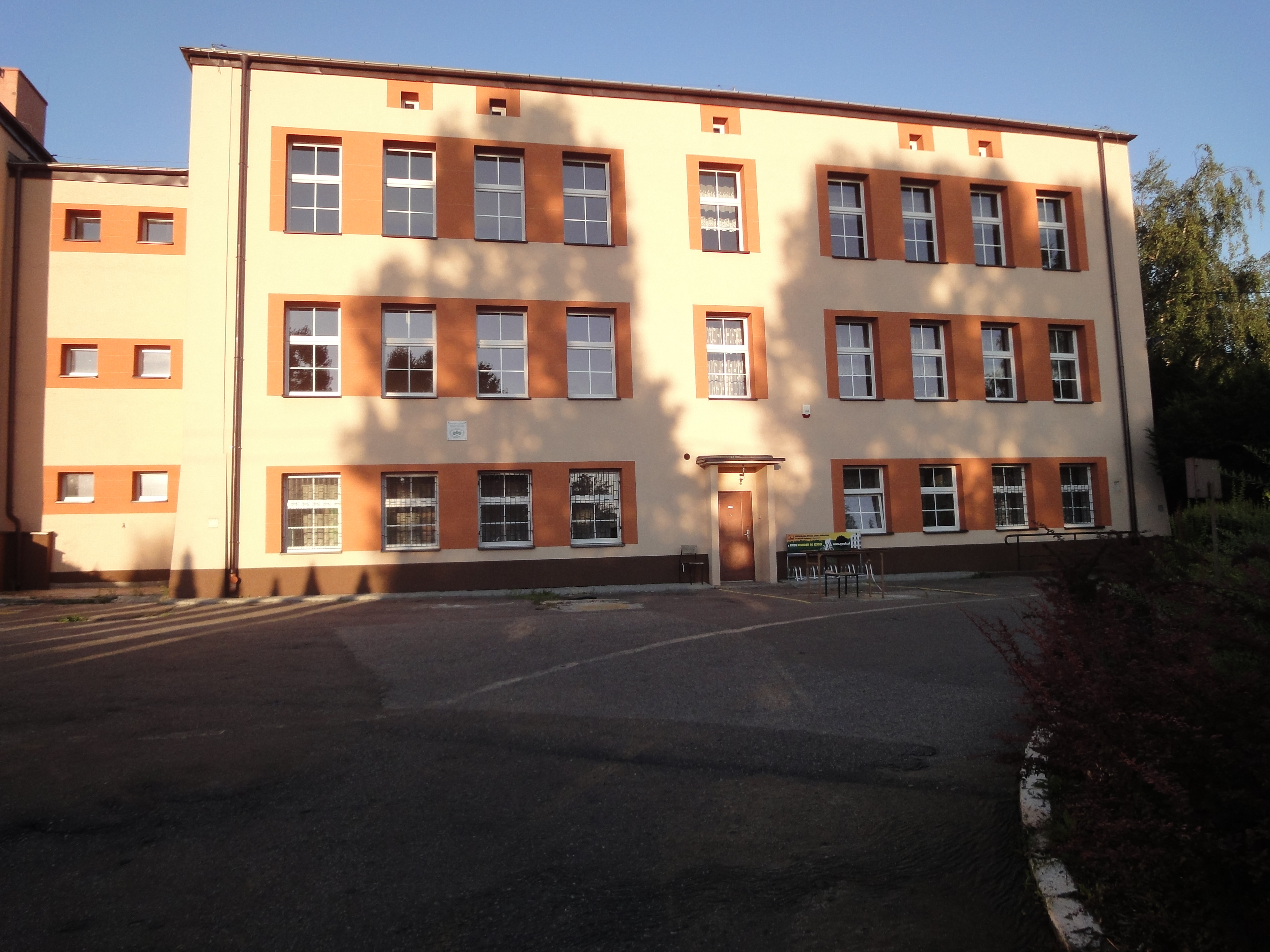
Szkoła podstawowa nr 3 (2012)

- Szkoła Podstawowa nr 1
- Szkoła Podstawowa nr 3
- Liceum Ogólnokształcące
- Technikum Architektury Krajobrazu

## Wspólnoty wyznaniowe
- Kościół rzymskokatolicki:
  - parafia Wniebowzięcia Najświętszej Maryi Panny
  - parafia św. Antoniego z Padwy
- Świadkowie Jehowy:
  - zbór Wojkowice (Sala Królestwa ul. Plaka 78)[13]

## Sąsiednie gminy
Będzin, Bobrowniki, Piekary Śląskie, Psary, Siemianowice Śląskie